# Hannu Salama

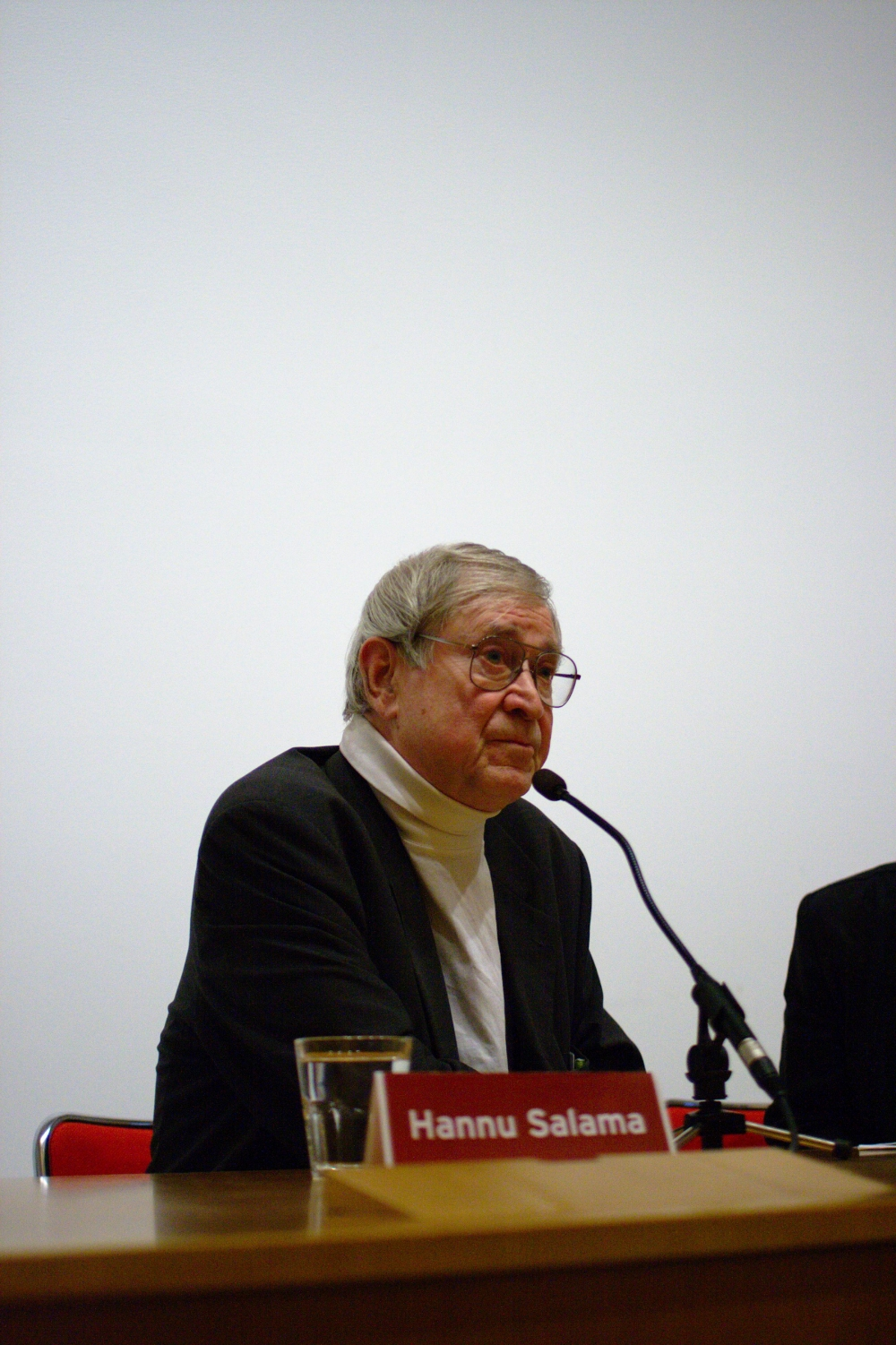
Hannu Salama (2010)

Hannu Sulo Salama (* 4. Oktober 1936 in Kouvola, Kymenlaakso) ist ein finnischer Schriftsteller, der 1964 wegen angeblicher Blasphemie in seinem Buch Mittsommertanz verurteilt wurde und 1975 für den Roman Siinä näkijä missä tekijä den Literaturpreis des Nordischen Rates erhielt.

## Leben
Der aus einer Arbeiterfamilie stammende Salama verbrachte seine Kindheit in Pispala, einem Stadtbezirk von Tampere und arbeitete zunächst wie sein Vater als Elektroinstallateur und dann als Hilfsarbeiter auf einem Bauernhof.
Sein literarisches Debüt gab er 1961 mit dem Roman Se tavallinen tarina, erreichte aber erst durch sein 1964 erschienenes Buch Juhannustanssit (deutscher Titel: Mittsommertanz, 1966) breiteres Aufsehen, da er wegen angeblich darin enthaltener Blasphemie 1966 zu einer Freiheitsstrafe verurteilt wurde, die einige Zeit später zur Bewährung ausgesetzt wurde. Obwohl er 1968 von Staatspräsident Urho Kekkonen begnadigt wurde, erschienen Neuauflagen von Mittsommertanz bis 1990 nur noch in zensierter Form.
In der Folgezeit verfasste er zahlreiche Kurzgeschichten sowie weitere Romane wie Minä, Olli ja Orvokki (1967). Trotz seiner eigenen Abstammung aus einer Arbeiterfamilie, sah er sich selbst allerdings nie als ein Arbeiterliterat, sondern bewahrte sich seine kritische Grundeinstellung sowohl gegenüber der politischen Linke als auch gegenüber der politischen Rechte. Allerdings handelten seine Werke auch über das Leben in der Arbeiterklasse, deren einfache Probleme und Kontroversen mit der Oberschicht.
Für sein 1972 erschienenes Buch Siinä näkijä missä tekijä wurde er 1975 mit dem Literaturpreis des Nordischen Rates ausgezeichnet. Bekanntheit erreichte er vor allem auch durch seine Finlandia-sarja (Finnland-Serie) mit Büchern wie Kosti Herhiläisen perunkirjoitus (1976), Kolera on raju bändi (1977) und Pasi Harvalan tarina I/II (1981 und 1983). Darüber hinaus wurde ihm 1985 der Eino-Leino-Preis sowie 1990 der Aleksis-Kivi-Preis verliehen.
Bei der zwischen Oktober und Dezember 2004 ausgestrahlten Fernsehserie Suuret Suomalaiset (Große Finnen) wurde er auf Platz 82 der bedeutendsten Persönlichkeiten Finnlands gewählt. Zuletzt erschien 2009 der Roman Sydän paikallaan. Zahlreiche seiner Bücher wurden für das Fernsehen oder Kino verfilmt.